# Kloster Santo Spirito della Valle
Kloster Santo Spirito della Valle war eine nur kurze Zeit bestehende Zisterzienserabtei in Apulien, Italien. Es lag in der Diözese Tarent. Die genaue Lage ist nicht überliefert.

## Geschichte
Die Gründung durch einen von Kloster Ferraria entsandten Konvent soll unter Erzbischof Nikolaus von Tarent wohl 1215 erfolgt sein. Das Kloster gehörte damit der Filiation der Primarabtei Kloster Clairvaux an. Im Jahr 1232 stimmte das Generalkapitel des Zisterzienserordens der Umwandlung des Klosters in eine Grangie zu. Die Mönche zogen in das Kloster Santa Maria Incoronata bei Foggia. Die Geschichte des Klosters endete damit bereits nach 17 Jahren.

## Anlage und Bauten
Von dem Kloster haben sich keine Überreste erhalten.